# Nomascus
Nomascus is een geslacht van de familie gibbons (Hylobatidae). Oorspronkelijk was het geslacht een subgeslacht van de Hylobates en werden alle individuen tot de soort Hylobates concolor gerekend. De soorten van dit geslacht hebben 2n=52 chromosomen. Sommige soorten zijn helemaal zwart, sommige licht gekleurd met een zwart plukje op de kop en sommige hebben een licht gekleurde kinbeharing. De soorten komen voor van Zuid-China (Yunnan) tot Zuid-Vietnam en ook op Hainan.
De soort Nomascus nasutus is de meest bedreigde aap.

## Taxonomie
- Geslacht: Nomascus (7 soorten)
  - Soort: Nomascus annamensis – Noordelijke geelwanggibbon
  - Soort: Nomascus concolor – Kuifgibbon
    - Ondersoort: Nomascus concolor concolor
    - Ondersoort: Nomascus concolor furvogaster
    - Ondersoort: Nomascus concolor jingdongensis
    - Ondersoort: Nomascus concolor lu

  - Soort: Nomascus gabriellae – Goudwanggibbon
  - Soort: Nomascus hainanus – Hainangibbon
  - Soort: Nomascus leucogenys – Witwanggibbon
  - Soort: Nomascus nasutus
  - Soort: Nomascus siki

## Stamboom mensapen
| Mensapen Hominoidea                      |                                          |                                          |                                          |                                          |                                          |                                          |                                        |                                        |                                        |                                        |                                        |                                        |                                        |                                        |                                        |                                        |                                        |                                        |                                        |                                        |                                        |                                        |                                        |
| Mensachtigen of grote mensapen Hominidae | Mensachtigen of grote mensapen Hominidae | Mensachtigen of grote mensapen Hominidae | Mensachtigen of grote mensapen Hominidae | Mensachtigen of grote mensapen Hominidae | Mensachtigen of grote mensapen Hominidae | Mensachtigen of grote mensapen Hominidae | Gibbons of kleine mensapen Hylobatidae | Gibbons of kleine mensapen Hylobatidae | Gibbons of kleine mensapen Hylobatidae | Gibbons of kleine mensapen Hylobatidae | Gibbons of kleine mensapen Hylobatidae | Gibbons of kleine mensapen Hylobatidae | Gibbons of kleine mensapen Hylobatidae | Gibbons of kleine mensapen Hylobatidae | Gibbons of kleine mensapen Hylobatidae | Gibbons of kleine mensapen Hylobatidae | Gibbons of kleine mensapen Hylobatidae | Gibbons of kleine mensapen Hylobatidae | Gibbons of kleine mensapen Hylobatidae | Gibbons of kleine mensapen Hylobatidae | Gibbons of kleine mensapen Hylobatidae | Gibbons of kleine mensapen Hylobatidae | Gibbons of kleine mensapen Hylobatidae |
| Homininae                                | Homininae                                | Homininae                                | Homininae                                | Homininae                                | Ponginae                                 | Ponginae                                 | Gibbons of kleine mensapen Hylobatidae | Gibbons of kleine mensapen Hylobatidae | Gibbons of kleine mensapen Hylobatidae | Gibbons of kleine mensapen Hylobatidae | Gibbons of kleine mensapen Hylobatidae | Gibbons of kleine mensapen Hylobatidae | Gibbons of kleine mensapen Hylobatidae | Gibbons of kleine mensapen Hylobatidae | Gibbons of kleine mensapen Hylobatidae | Gibbons of kleine mensapen Hylobatidae | Gibbons of kleine mensapen Hylobatidae | Gibbons of kleine mensapen Hylobatidae | Gibbons of kleine mensapen Hylobatidae | Gibbons of kleine mensapen Hylobatidae | Gibbons of kleine mensapen Hylobatidae | Gibbons of kleine mensapen Hylobatidae | Gibbons of kleine mensapen Hylobatidae |
| Hominini                                 | Hominini                                 | Hominini                                 | Gorillini                                | Gorillini                                | Orang-oetans Pongo                       | Orang-oetans Pongo                       | Gibbons of kleine mensapen Hylobatidae | Gibbons of kleine mensapen Hylobatidae | Gibbons of kleine mensapen Hylobatidae | Gibbons of kleine mensapen Hylobatidae | Gibbons of kleine mensapen Hylobatidae | Gibbons of kleine mensapen Hylobatidae | Gibbons of kleine mensapen Hylobatidae | Gibbons of kleine mensapen Hylobatidae | Gibbons of kleine mensapen Hylobatidae | Gibbons of kleine mensapen Hylobatidae | Gibbons of kleine mensapen Hylobatidae | Gibbons of kleine mensapen Hylobatidae | Gibbons of kleine mensapen Hylobatidae | Gibbons of kleine mensapen Hylobatidae | Gibbons of kleine mensapen Hylobatidae | Gibbons of kleine mensapen Hylobatidae | Gibbons of kleine mensapen Hylobatidae |
| Homo                                     | Chimpansees Pan                          | Chimpansees Pan                          | Gorilla's Gorilla                        | Gorilla's Gorilla                        | Orang-oetans Pongo                       | Orang-oetans Pongo                       | Hoeloks Hoolock                        | Hoeloks Hoolock                        | Hylobates                              | Hylobates                              | Hylobates                              | Hylobates                              | Hylobates                              | Hylobates                              | Hylobates                              | Nomascus                               | Nomascus                               | Nomascus                               | Nomascus                               | Nomascus                               | Nomascus                               | Nomascus                               | Siamangs Symphalangus                  |
| Mens Homo sapiens                        | Chimpansee Pan troglodytes               | Bonobo Pan paniscus                      | Westelijke gorilla Gorilla gorilla       | Oostelijke gorilla Gorilla beringei      | Borneose orang-oetan Pongo pygmaeus      | Sumatraanse orang-oetan Pongo abelii     | Westelijke hoelok Hoolock hoolock      | Oostelijke hoelok Hoolock leuconedys   | Oenka Hylobates agilis                 | Witbaard-gibbon Hylobates albibarbis   | Dwerg-siamang Hylobates klossii        | Withand-gibbon Hylobates lar           | Zilver-gibbon Hylobates moloch         | Borneo-gibbon Hylobates muelleri       | Zwartkop-lar Hylobates pileatus        | Nomascus annamensis                    | Kuif-gibbon Nomascus concolor          | Goudwang-gibbon Nomascus gabriellae    | Hainan-gibbon Nomascus hainanus        | Nomascus nasutus                       | Witwang-gibbon Nomascus leucogenys     | Nomascus siki                          | Siamang Symphalangus syndactylus       |